# ذهن پرورش یافته
ذهن پرورش یافته (The Educated Mind) کتابی در مورد نظریه آموزشی است که توسط کی یران اگان نوشته شده است. اگان در این کتاب با انتقاد از نظریه های آموزش قبلی استدلال می کند که بسیاری از نظریه‌پردازهای آموزشی حول سه ایده اصلی قرار دارند در مورد این که هدف آموزش باید چه باشد:
۱- به مردم محتوایی آموزش بدهد که به آنها «دیدگاه ممتاز و عقلانی از واقعیت» بدهد[افلاطون ]. در اینجا ایده های زیر را می یابیم: دلیل و دانش می توانند دسترسی ممتازی به جهان فراهم کنند. دانش باعث رشد ذهن دانش آموز می شود؛ آموزش یک فرایند معرفت شناختی است.
۲- حق هر فرد برای پیگیری برنامه درسی خود از طریق کشف خود را محقق سازد. [روسو]. در اینجا همچنین ایده هایی را پیدا می کنیم که رشد دانش آموزان دانش را به حرکت در می آورد و آموزش یک فرایند روانشناختی است.
۳-کودک را اجتماعی کند - کودکان را یکدست کند و اطمینان ایجاد کند از اینکه آنها با توجه به ارزشها و باورهای خود می توانند نقش مفیدی در جامعه داشته باشند.
اگان در فصل اول استدلال می کند که "این سه ایده متقابلاً ناسازگار هستند، و این دلیل اصلی بروز بحران طولانی مدت در نظام آموزشی ما است". برنامه آموزشی فعلی در بیشتر کشورهای غربی تلاش می کند تا این ایده های ناسازگار را ادغام کند. در نتیجه به‌طور مؤثر هیچ‌کدام از این سه برآورده نمی‌شود. 

نظریه "تکرار فرهنگی"
نظریه اگان در مورد این که دانش و فهم چگونه در ذهن از طریق یادگیری پرورش می یابند، پنج دسته فهم را بیان می کند. این فرایند فردی منعکس کننده‌ی "فشارهای منطقی و روانی" است. اگان نظریه خود را از مفاهیم نظریه تکرار فرگشتی متداول در اواخر قرن نوزدهم و اوایل قرن بیستم متمایز می کند.
افراد می توانند ابزارهای شناختی را که به پنج نوع فهم گروه‌بندی و طبقه‌بندی می شوند بیاموزند:
- فهم جسمی (somatic) فهم جسمی-بدنی فهم ذاتی عملکردهای جسمی و عواطف فرد است. این فهم به شکلی ادامه می یابد که کودکان "از ساختار کلی اجتماعی خود در بازی الگوسازی می کنند". این فهم قبل از کسب زبان و توسعه زبان حاصل می شود.
- فهم اسطوره ای (mythic) فهم "متضادهای دوتایی" مانند کوتاه/بلند یا خیر/شر است. از ابزارها یا روشهایی مانند تصاویر ، استعاره و ساختار داستانی در معناسازی قبل از سوادآموزی استفاده می شود.
- رمانتیک - فهم عاشقانه هنگامی است که "حدود واقعیت" کشف می شود. این مرحله زمانی است که تمایل به کشف مرزهای واقعیت ، علاقه به ویژگیهای متعالی اشیاء، و "سرگرمی با دانش که به عنوان محصول نیات و عواطف انسانی نمایش داده می شود" وجود دارد.
- فهم فلسفی - ایجاد اصولی است که زیربنای الگوها و محدودیتهای موجود در داده ها و مرتب کردن دانش به شکل طرح های کلی منسجم است.
- فهم منعطف - انعطاف‌پذیری ذهنی برای تشخیص آن است که انعطاف‌پذیری ذهن ما و زبان های مورد استفاده ما برای جهانی که سعی می کنیم در آنها بازنمایی کنیم چقدر ناکافی است. این امر شامل توانایی در نظر گرفتن تبیین های فلسفی جایگزین است و با یک موضع سقراطی در جهان مشخص می شود.